# TENS

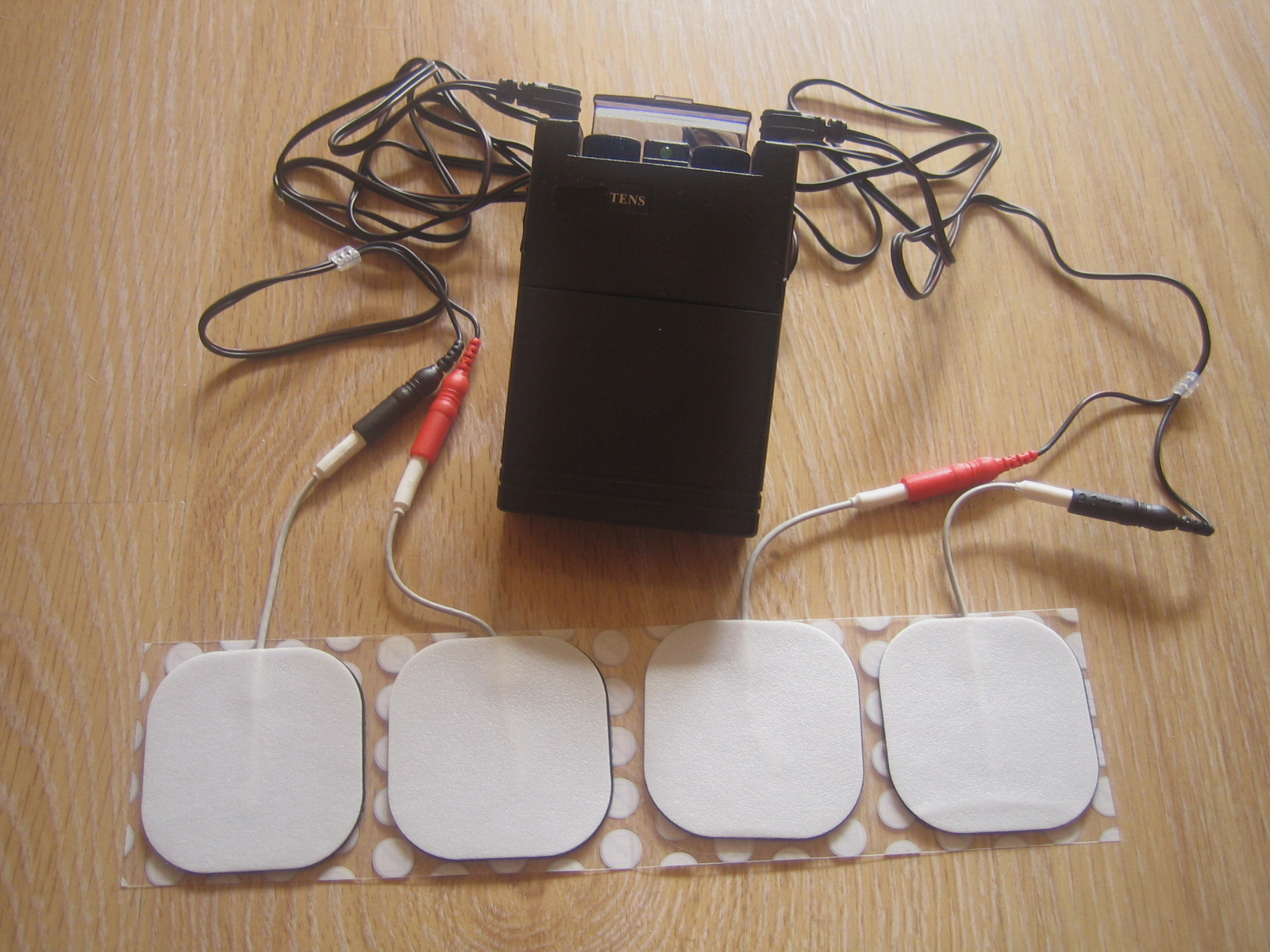
Fotografía de un (aparato aplicador de) TENS

Un  TENS  (del inglés:  Transcutaneous electrical nerve stimulation ) o  Electroestimulación percutánea (o transcutánea) de los nervios, es un aparato para la aplicación de corriente eléctrica a través de la piel para controlar el dolor (APTA, 1990).
Consta de una batería, para modular la anchura de pulso, la frecuencia y la intensidad, y que se conecta a la piel con dos o más electrodos.
Generalmente la frecuencia TENS aplica:
- Una alta frecuencia (> 50 Hz) con una intensidad por debajo de la contracción motora (intensidad sensorial)
- Una baja frecuencia (<10 Hz) con una intensidad que produce la contracción motora.

## Aplicaciones
El TENS es un método no-invasivo, muy seguro para reducir el dolor, tanto agudo como crónico. Aunque hay controversia en cuanto a su eficacia en el tratamiento del dolor crónico, una serie de revisiones sistemáticas o metaanálisis han confirmado su eficacia para el dolor postoperatorio, la artrosis y el dolor musculoesquelético crónico. Por el contrario, los resultados de la  Bone and Joint Decade 2000 - 2010 Task Force on Neck Pain  no muestran un beneficio clínicamente significativo para el TENS para el tratamiento de la cervicalgia en comparación con el simulacro de tratamiento. Recientes estudios clínicos y metaanálisis sugieren que es necesaria una adecuada intensidad de uso en la estimulación para obtener la analgesia con la TENS.
Estudios de ciencia básica muestran que la TENS de alta y baja frecuencias producen sus efectos mediante la activación de los receptores opioides en el sistema nervioso central.